# Moczadła (jezioro)
Moczadła – jezioro w woj. wielkopolskim, w powiecie pilskim, w gminie Łobżenica, leżące na terenie Pojezierza Południowokrajeńskiego.

## Dane morfometryczne
Powierzchnia zwierciadła wody według różnych źródeł wynosi od 19,2 ha przez 21,0 ha do 22,29 ha (lustra wody) lub 23,50 ha (ogólna).
Zwierciadło wody położone jest na wysokości 104,0 m n.p.m. lub 104,5 m n.p.m. Średnia głębokość jeziora wynosi 2,3 m, natomiast głębokość maksymalna 6,5 m.

## Hydronimia
Według spisu opracowanego przez Komisję Nazw Miejscowości i Obiektów Fizjograficznych (KNMiOF) ustandaryzowana nazwa tego jeziora to Moczadła. W różnych publikacjach podawana jest oboczna nazwa tego jeziora – Moczydła.